# 足塚鰯
足塚鰯（あしづか いわし、11月19日 - ）は、小説家。静岡県在住。
『蛇と水と梔子の花』で2004年度コバルト文庫読者大賞を受賞しデビュー。代表作は、『蒼闇の刻』シリーズなど。

## 作品リスト

### 蛇と水と梔子の花シリーズ
（挿絵：田久ようこ）
- 蛇と水と梔子の花
- 晩夏の手紙 蛇と水と梔子の花

### 蒼闇の刻シリーズ
（挿絵：貴里未知）
- 蒼闇の刻 華の末裔
- 蒼闇の刻 春の統治者
- 蒼闇の刻 氷の庭
- 蒼闇の刻 追憶の欠片
- 蒼闇の刻 偽りの終焉

### 放課後あやかし姫シリーズ
（挿絵：ひだかなみ）
- 放課後あやかし姫 -家出王子がやってきた!-
- 放課後あやかし姫 -夢の中でも危機一髪!?-

### ピクテ・シェンカの不思議な森シリーズ
（挿絵：池上紗京）
- ピクテ・シェンカの不思議な森 はじまりは黒馬車に乗って
- ピクテ・シェンカの不思議な森 王都の夜と婚約者
- ピクテ・シェンカの不思議な森 ひねくれ執事と隠者の契約
- ピクテ・シェンカの不思議な森 わがまま王子と魔女の誘惑
- ピクテ・シェンカの不思議な森 魔法の指輪と失くした思い出
- ピクテ・シェンカの不思議な森 裂かれた姉妹と王子の厄災
- ピクテ・シェンカの不思議な森 恋の行方とさらわれた騎士
- ピクテ・シェンカの不思議な森 永遠の契約を

### 碧の祝福シリーズ
（挿絵：池上紗京）
- 碧の祝福 捧げられた娘
- 碧の祝福 神々の求愛